# Cerová vrchovina
Cerová vrchovina este o arie protejată (arie specială de conservare — SAC, sit de importanță comunitară — SCI) din Slovacia întinsă pe o suprafață de 2.627,99 ha, integral pe uscat.

## Localizare
Centrul sitului Cerová vrchovina este situat la coordonatele 48°12′02″N 19°54′24″E / 48.200453°N 19.906668°E.

## Înființare
Situl Cerová vrchovina a fost declarat sit de importanță comunitară în aprilie 2004 pentru a proteja 1 specie de plante și 17 specii de animale. Situl a fost protejat și ca arie specială de conservare în martie 2004.

## Biodiversitate
Situată în ecoregiunea panonică, aria protejată conține 16 habitate naturale: Tufărișuri subcontinentale peripanonice, Păduri panonice cu Quercus pubescens, Fânețe de joasă altitudine (Alopecurus pratensis, Sanguisorba officinalis), Păduri de fag Luzulo-Fagetum, Păduri pe pante, grohotișuri și ravene de Tilio-Acerion, Păduri de fag Asperulo-Fagetum, Păduri panonice-balcanice de stejar turcesc - stejar sesil, Peșteri inaccesibile publicului, Grohotișuri silicioase medio-europene, la altitudine înaltă, Păduri panonice cu Quercus petraea și Carpinus betulus, Păduri stepice euro-siberiene cu Quercus spp., Pante stâncoase silicioase cu vegetație casmofită, Pajiști carstice calcaroase sau bazofile, de Alysso-Sedion albi, Păduri aluvionare cu Alnus glutinosa și Fraxinus excelsior (Alno-Padion, Alnion incanae, Salicion albae), Roci stâncoase cu vegetație pionieră de Sedo-Scleranthion sau Sedo albi-Veronicion dillenii, Pajiști stepice subpanonice.
La baza desemnării sitului se află mai multe specii protejate:
- plante (1): sisinei (Pulsatilla grandis)
- păsări (3): presură sură (Emberiza calandra), mărăcinar negru (Saxicola torquatus), sturzul viilor (Turdus iliacus)
- mamifere (5): liliac cârn (Barbastella barbastellus), vidră de râu (Lutra lutra), liliac cu urechi mari (Myotis bechsteinii), liliac comun (Myotis myotis), liliacul mic cu potcoavă (Rhinolophus hipposideros)
- nevertebrate (9): croitorul mare al stejarului (Cerambyx cerdo), Cucujus cinnaberinus, fluturele de noapte (Eriogaster catax), fluturele flitirar (Euphydryas maturna), Limoniscus violaceus, rădașcă (Lucanus cervus), fluturele purpuriu (Lycaena dispar), Osmoderma eremita, Rosalia alpina

Pe lângă speciile protejate, pe teritoriul sitului au mai fost identificate 63 de specii de plante, 3 specii de amfibieni, 9 specii de mamifere, 1 specie de nevertebrate, 4 specii de reptile.